# منتخب البحرين للكريكيت
منتخب البحرين للكريكيت هو المنتخب الذي يمثل مملكة البحرين في مباريات الكريكيت الدولية. يتم تنظيم المنتخب من قبل اتحاد البحرين للكريكيت الذي أصبح عضوا لدى الاتحاد الدولي للكريكيت في عام 2001. كان أول ظهور دولي للبحرين في عام 1979 في بطولة مع الكويت وقطر والشارقة (إحدى إمارات الإمارات العربية المتحدة). أول ظهور لمنتخب البحرين في بطولة مجلس الكريكيت الآسيوي في بطولة مجلس الكريكيت الآسيوي 2004 في ماليزيا. منذ ذلك الحين ظهر البحرين بانتظام في بطولات مجلس الكريكيت الآسيوي. شارك البحرين عدة مرات في بطولات دوري الكريكيت العالمية لكنه تراجع إلى البطولات الإقليمية بعد احتلال المركز الخامس في بطولة الدرجة السادسة 2013.

## تاريخ البطولات

### بطولات مجلس الكريكيت الآسيوي
- 2006: الربع النهائي

### بطولات مجلس الكريكيت الآسيوي للنخبة
- 2008: المركز السابع

### دوري الكريكيت العالمي
- 2009: 
  - الدرجة السابعة: البطل
  - الدرجة السادسة: الوصيف
- 2010:
  - الدرجة الخامسة: المركز الثالث
- 2012:
  - الدرجة الخامسة: المركز الخامس
- 2013: 
  - الدرجة السادسة: المركز الخامس

### كأس توينتي
- 2009: المركز الحادي عشر

## الأرقام القياسية
إحصائيات من البحرين في مباريات دوري الكريكيت العالمية وبطولات مجلس الكريكيت الآسيوي
| التشكيلة الحالية | التشكيلة الحالية | التشكيلة الحالية | التشكيلة الحالية |
| الاسم            | المباريات        | الركض            | الوكت            |
| ---------------- | ---------------- | ---------------- | ---------------- |
| عادل حنيف        | 36               | 1213             | 21               |
|                  | 17               | 357              | 0                |
| أناسيم خان       | 8                | 21               | 5                |
| عظيم             | 35               | 792              | 6                |
| حذيفة أكرم       | 2                | 1                | 2                |
| جانكا تشاتورانغا | 5                | 127              | 1                |
| جنيد نيازي       | 2                | 10               | 3                |
| ميرزا بيغ        | 24               | 344              | 18               |
| ميرزا يعقوب      | 39               | 813              | 1                |
| راصد حسين        | 3                | 1                | 3                |
| سمير مينهاس      | 3                | 2                | 0                |
| عبيد مينهاس      | 2                | 11               | 0                |
| ياسر صادق        | 28               | 140              | 26               |
| ياسر نذير        | 4                | 12               | 0                |

| أبرز اللاعبين السابقين | أبرز اللاعبين السابقين | أبرز اللاعبين السابقين | أبرز اللاعبين السابقين |
| الاسم                  | المباريات              | الركض                  | الوكت                  |
| ---------------------- | ---------------------- | ---------------------- | ---------------------- |
| طاهر دار               | 35                     | 791                    | 51                     |
| قمر سعيد               | 30                     | 544                    | 48                     |
| شهزاد أحمد             | 28                     | 343                    | 0                      |
| عمران غلام             | 27                     | 842                    | 12                     |
| ظفر زاهر               | 26                     | 17                     | 27                     |
| هلال عباسي             | 21                     | 44                     | 22                     |
| عاطف أحمد              | 13                     | 201                    | 14                     |
| فاهد صادق              | 18                     | 159                    | 15                     |
| عبد المجيد             | 11                     | 174                    | 2                      |

### أعلى الدرجات
عمران غلام - 106 ضد سورينام على ملعب كوليج فيلد، سانت بيتر بورت في 18 مايو 2009
ميرزا يعقوب - 104 ضد نيجيريا على ملعب غراك غروند، بورت سويف في 23 مايو 2009
ميرزا يعقوب - 101 ضد غيرنسي على ملعب الملك جورج الخامس، كاستيل في 20 مايو 2009
عادل حنيف - 92 ضد جبل طارق على ملعب الملك جورج الخامس، كاستل في 19 مايو 2009
عادل حنيف - 92 ضد غيرنسي على ملعب كالانج غروند، سنغافورة في 31 أغسطس 2009

### أفضل أرقام البولينج
طاهر دار - 6/18 ضد الأرجنتين على ملعب كالانج غروند، سنغافورة في 19 فبراير 2012
قمر سعيد - 6/33 ضد جيرسي على ملعب بسمف غروند، بهاكتابور في 24 فبراير 2010
قمر سعيد - 5/44 ضد غيرنسي على ملعب الملك جورج الخامس، كاستل في 24 مايو 2009
طاهر دار - 4/19 ضد فيجي على ملعب الحرم الهندسي، لاليتبور في 26 فبراير 2010
ميرزا بيغ - 4/23 ضد ماليزيا على ملعب الرابطة الهندية، سنغافورة في 24 فبراير 2012

## التشكيلة الحالية

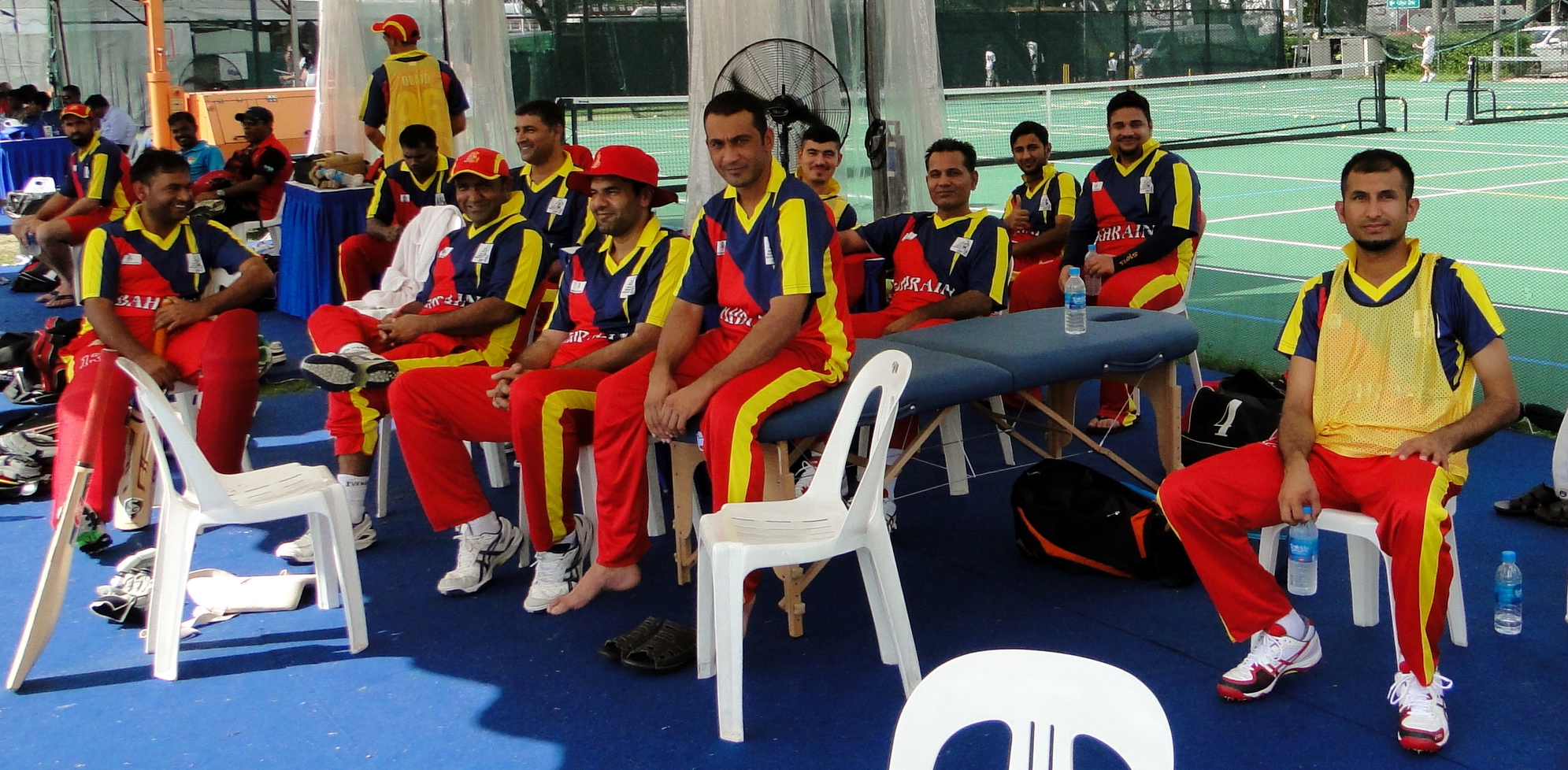
منتخب البحرين للكريكيت في يونيو 2014.

القائمة التالية تضم لاعبي منتخب البحرين لعام 2010 المشارك في بطولة مجلس الكريكيت الآسيوي للنخبة:
- فهد صادق (الكابتن)
- عظيم الحق
- أشرف يعقوب
- عمران سجاد
- رضوان بيغ
- عبد المجيد
- عادل حنيف
- أشرف مغل
- هلال عباسي
- رضوان مطلوب
- عبد السلام
- عدنان بات
- كاشف لطيف
- محمد عاصف